# Tenrecidae
Los tenrécidos (Tenrecidae), conocidos vulgarmente como tenrecs, son una familia de mamíferos placentarios del orden Afrosoricida (también conocido como Tenrecomorpha), caracterizados por su pequeño tamaño y por tener un hocico más o menos largo y apuntado que utilizan para desenterrar gusanos e insectos del suelo (son omnívoros). Hay unas treinta especies de tenrecs, y viven principalmente en Madagascar y en las islas Comores donde han sido introducidos. La mayoría tienen costumbres nocturnas y habitan en madrigueras excavadas por ellos mismos. 
Los tenrecs han evolucionado de un modo sorprendente, dando lugar a una gran variedad de formas con parecido superficial a los insectívoros, como las musarañas o los erizos; además, ocupan una gran diversidad de nichos ecológicos y están adaptados a vivir en ambientes muy diferentes (bosques, desiertos o medios acuáticos). Algunas especies se aletargan en sus madrigueras durante la época seca. Su visión es pobre; sin embargo, el oído y el olfato están bien desarrollados y cumplen una función importante en la comunicación entre los individuos.
El tenrec común mide entre 26,5 y 39 cm de longitud. Es un animal solitario, excepto en la época de reproducción; la hembra pare unas 32 crías en una madriguera que excava ella misma. Los jóvenes tenrecs maman de la madre durante tres semanas, después de las cuales ya son capaces de seguirla y empezar a alimentarse solas. Alcanzan la madurez sexual a los dos meses de edad. Otros tipos de tenrecs son los tenrecs listados, los tenrecs erizo, los tenrecs rabilargos,  tenrecs musarañas el tenrec de pies palmeados y los tenrecs de los arrozales.

## Clasificación
El tenrec común se clasifica como Tenrec ecaudatus; los tenrecs listados constituyen el género Hemicentetes, los tenrecs erizo se incluyen en los géneros Setifer, Dasogale y Echinops, los tenrecs rabilargos forman el género Microgale, el tenrec de pies palmeados se clasifican como Limnogale mergulus y los tenrecs de los arrozales pertenecen al género Oryzorictes.
La familia de los tenrécidos conforma el orden de los afrosorícidos junto con las familias Chrysochloridae del sur de África, a la cual pertenecen los topos de oro (Chrysochloris asiática) y con la familia Potamogalidae, a la cual pertenecen las nutrias musarañas.

## Especies
Existen 3 subfamilias, 8 géneros, y 28 especies de tenrecs.
Familia Tenrecidae
- Subfamilia Geogalinae
  - Género Geogale
    - Geogale aurita - tenrec de orejas grandes
- Subfamilia Oryzorictinae
  - Género Limnogale
    - Limnogale mergulus

  - Género Microgale
    - Microgale brevicaudata
    - Microgale cowani
    - Microgale dobsoni
    - Microgale drouhardi
    - Microgale dryas
    - Microgale fotsifotsy
    - Microgale gracilis
    - Microgale gymnorhyncha
    - Microgale jobihely
    - Microgale longicaudata
    - Microgale monticola
    - Microgale nasoloi
    - Microgale parvula
    - Microgale principula
    - Microgale pusilla
    - Microgale soricoides
    - Microgale taiva
    - Microgale talazaci
    - Microgale thomasi

  - Género Oryzorictes
    - Oryzorictes hova
    - Oryzorictes tetradactylus
- Subfamilia Tenrecinae
  - Género Echinops
    - Echinops telfairi

  - Género Hemicentetes
    - Hemicentetes nigriceps
    - Hemicentetes semispinosus

  - Género Setifer
    - Setifer setosus - tenrec erizo grande

  - Género Tenrec
    - Tenrec ecaudatus - tenrec común